# Österreichisches Generalkonsulat München

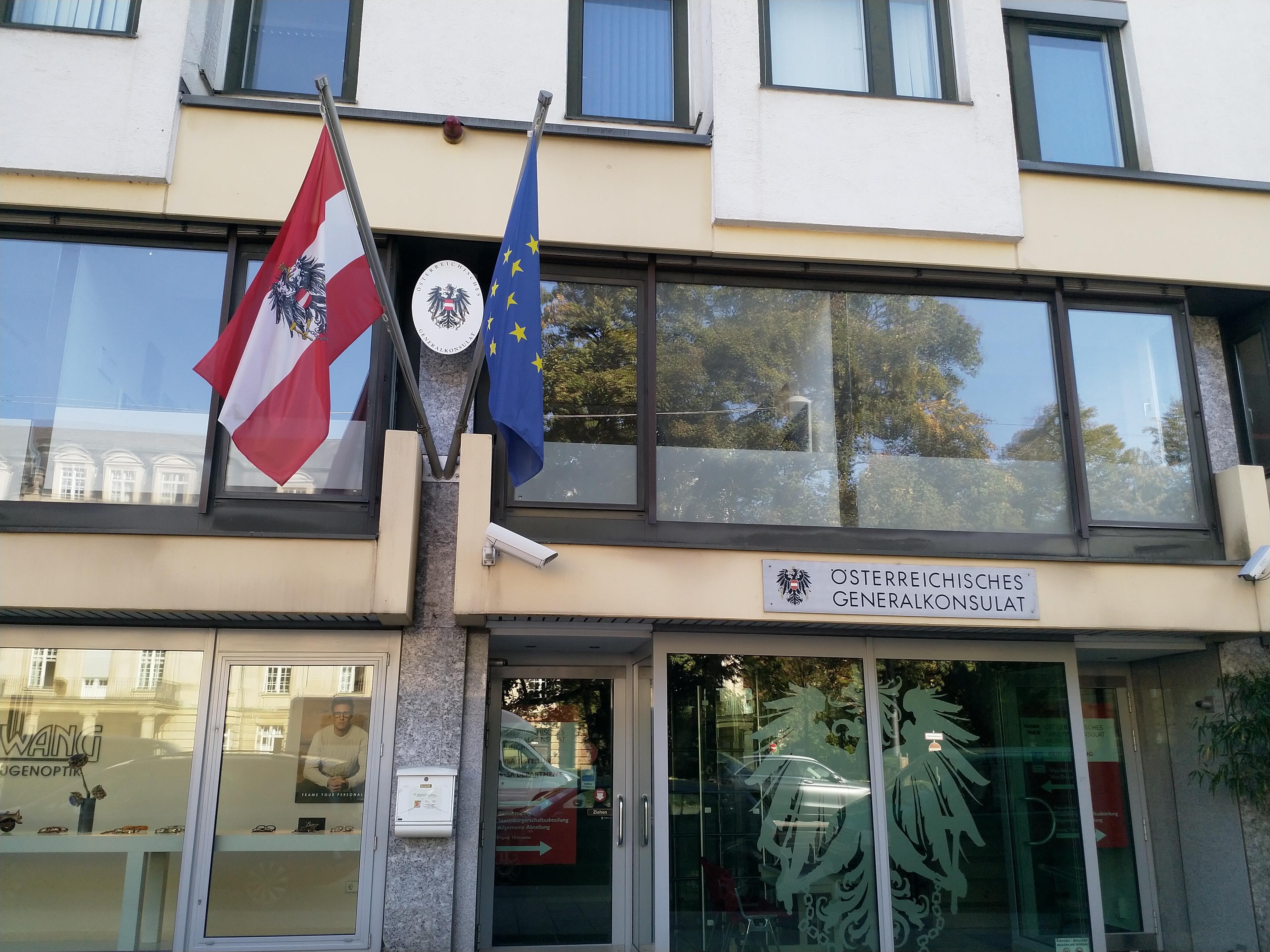
Österreichische Generalkonsulat München (2023)

Das Österreichische Generalkonsulat München geht auf ein 1894 eröffnetes k.u.k. Honorarkonsulat zurück, das 1913 in ein Generalkonsulat umgewandelt wurde, in der Zeit der Ersten Republik (1919–1938) als Vertretungsbehörde der Republik Österreich bestand und als solche wieder seit 1956 besteht. Das Generalkonsulat hat seinen Sitz im Stadtteil Bogenhausen (Ismaninger Straße 136).

## Funktion
Das Generalkonsulat untersteht der Österreichischen Botschaft in Berlin und ist die konsularische Vertretungsbehörde der Republik Österreich für die Länder Baden-Württemberg und Bayern. Sie verfügt über eine eigenständige Handelsabteilung in der Ludwigstraße 19 (Maxvorstadt).

## Geschichte

### K.u.k. Generalkonsulat
Auf Beschluss vom 2. Mai 1894 wurde in München erstmals ein k.u.k. Honorarkonsulat eröffnet, das vom Verleger Alphons Bruckmann (* 1855) – Sohn von Friedrich Bruckmann und Erbe des Bruckmann Verlags – geleitet wurde. Am 12. Mai 1905 erhielt Bruckmann den Titel Honorargeneralkonsul ad personam. Aufgrund einer Erkrankung wurde er ab 13. Januar 1913 beurlaubt und der Kanzleisekretär Rheinfelder mit der Ausübung des Amtes betraut. Am 11. Februar 1913 übernahm Generalkonsul Friedrich Szwarvasy die provisorische Leitung des Honorarkonsulats. Auf Beschluss des königlichen ungarischen Handelsministeriums vom 25. Juni 1913 und des k.k. Handelsministeriums vom 5. Juli 1913 wurde das Honorarkonsulat München mit Ernennung des neuen k.u.k. Generalkonsuls Egon Freiherr von Ramberg (1869–1938) am 4. Januar 1914 in ein effektives (berufsmäßiges) Generalkonsulat umgewandelt. Als Amtsräumlichkeiten dienten seinerzeit vier Zimmer in der Galeriestraße 17, ab 1. April 1914 die Parterre des Hauses Schackstraße 3 in der Maxvorstadt mit acht Zimmern. Aufgrund der durch den Ersten Weltkrieg für das Generalkonsulat entstehenden Mehrarbeit mussten im Jahre 1916 nacheinander zwei Zimmer im zweiten Stock des Hauses angemietet werden; am 15. September 1916 kam eine Wohnung im ersten Stock des Hauses Schackstraße 6 als weitere Kanzleiräume hinzu, die zu Jahresbeginn 1918 durch eine Wohnung im Parterre des Hauses Leopoldstraße 16 ersetzt wurden.

### Generalkonsulat in der Ersten Republik 1919–1938
Mit dem Ende der Österreichisch-Ungarischen Monarchie am 31. Oktober 1918 wurde das österreichisch-ungarische Generalkonsulat in München liquidiert und am 16. Dezember 1918 ein provisorischer Leiter ernannt. Die zuletzt gemieteten Amtsräume in der Leopoldstraße 16 wurden am 31. März 1919 aufgegeben, das in Liquidation befindliche Generalkonsulat selbst zum 30. April 1919 geschlossen. Stattdessen eröffnete am 1. Mai 1919 ein deutschösterreichisches Generalkonsulat am vormaligen Standort Schackstraße 3; die Residenz des Generalkonsuls befand sich in der Brennerstraße 11. 1920 wurde das Mobiliar des ehemaligen k.u.k. Generalkonsulats zwischen dem österreichischen und dem ebenfalls neu eröffneten ungarischen Generalkonsulat aufgeteilt.
Mindestens bis zum Jahre 1933 war das Generalkonsulat in der Schackstraße 4 mit Zugang von der Kaulbachstraße 36 beheimatet; 1935 war dieser Standort von der Prinzregentenstraße 11a mit Eingang von der Widenmaßerstraße abgelöst worden, während als Residenz des Generalkonsuls das Haus Mauerkircherstraße 41 diente.

### Anschluss Österreichs
Im Zuge des Anschlusses Österreichs an das Deutsche Reich im März 1938 erhielt der seit gut zwei Jahren amtierende Generalkonsul Ludwig Jordan (1895–1945) am 11. März von der bayerischen Staatskanzlei das Angebot zur Ausreise nach Österreich, was dieser ablehnte und darin vom Auswärtigen Amt bestärkt wurde. Am 14. März drang der ehemalige k.u.k. Konsul Fillunger als vorgeblicher Sturmführer der Österreichischen Legion in das Generalkonsulat ein und nahm eine Liste der in München ansässigen österreichischen Landmannvereine an sich. Jordan verständigte den österreichischen Gesandten in Berlin über diesen Vorgang und fragte an, ob das Generalkonsulat für den Parteienverkehr gesperrt werden könne, was ihm nicht gestattet wurde. Am 14. oder 15. März suchte die Gestapo auf Weisung von Reichsführer SS Heinrich Himmler das Generalkonsulat in der Absicht auf, die – nach Auskunft Jordans am 11. März von ihm verbrannten – Akten der Vertretungsbehörde sicherzustellen und den Chiffreschlüssel auszuhändigen. Letzterer Forderung gab Jordan nach der Versicherung der bayerischen Staatskanzlei, zunächst im Amt bleiben zu können, nach. Am 17. März wurde das gesamte Personal des Generalkonsulats verhaftet und Jordan von der Gestapo ins KZ Dachau verbracht, wo er bis Dezember 1938 inhaftiert war.

### Generalkonsulat in der Zweiten Republik

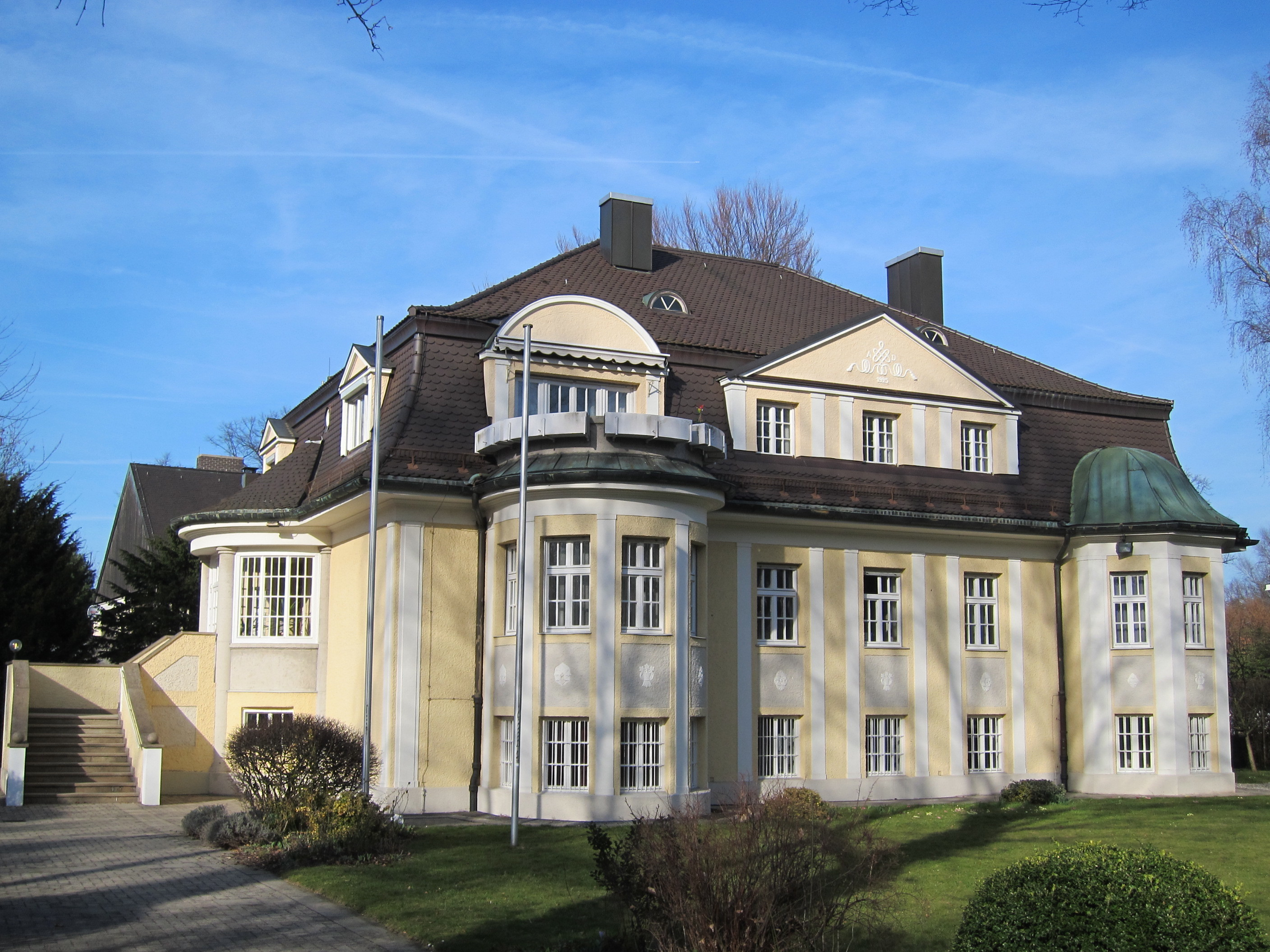
Villa Donaustraße 5, langjähriges Amtsgebäude und Residenz des Amtsleiters

Nach dem Zweiten Weltkrieg, in dessen Folge der Anschluss Österreichs aufgehoben und die Zweite Republik begründet wurde, wurde erstmals wieder im Februar 1949 eine österreichische Vertretungsbehörde in München in Form einer Österreichischen Verbindungsstelle in der amerikanischen Besatzungszone eröffnet. Ihr provisorischer Leiter Simon Koller (1912–1977) führte den Titel eines Konsuls. Die Verbindungsstelle war von Beginn an im Stadtteil Bogenhausen (Mühlbaurstraße 8) beheimatet; es handelte sich um zwei von der US-Militärverwaltung zur Verfügung gestellte Wohnungen. Kollers Nachfolger wurde im Januar 1950 Georg Afuhs (1909–1985). Ab 1. Juli 1952 wurde als Amtsgebäude und Residenz der Verbindungsstelle die Villa Donaustraße 5, ebenfalls in Bogenhausen, von der Bundesfinanzverwaltung (Bundesvermögensstelle München-Stadt) angemietet.
Am 21. Februar 1956 wurde schließlich wieder, einem Beschluss des Ministerrats auf Antrag des Außenministers folgend, durch Umwandlung der bisherigen Verbindungsstelle ein österreichisches Generalkonsulat in München eröffnet. Am 14. Jänner 1972 erwarb die Republik Österreich durch Kaufvertrag die 2250 m² umfassende Liegenschaft des Generalkonsulats (Donaustraße 5) von der Bundesrepublik Deutschland (Bundesfinanzverwaltung) für 1.290.000 DM. 1974 wurden für die Kanzlei des Generalkonsulats eigene Amtsräumlichkeiten in Bogenhausen (Ismaninger Straße 136) angemietet. Nachdem im Jahre 2000 das österreichische Generalkonsulat in Düsseldorf, 2006 die für konsularische Aufgaben an dessen Stelle getretene Außenstelle der österreichischen Botschaft in Bonn und 2010 das österreichische Generalkonsulat in Hamburg geschlossen wurden, ist das Generalkonsulat in München neben der Botschaft in Berlin die einzige berufsmäßige konsularische Vertretungsbehörde der Republik Österreich in Deutschland. 2009 erfolgte eine Erweiterung der Amtsräumlichkeiten, wobei auch neue Räume für die Antragsteller geschaffen wurden.

## Generalkonsuln seit 1956
- 1956–1961: Wilhelm Nezbeda
- 1961–1969: Harald Klein
- 1969–1974: Georg Afuhs
- 1975–1983: Friedrich Müllauer
- 1983–1989: Hans Walser
- 1989–1994: Anton Ségur-Cabanac
- 1994–1999: Wernfried Köffler
- 1999–2005: Christian Lassmann
- 2005–2009: Senta Wessely-Steiner
- 2009–2013: Ingrid Pech
- 2013–2017: Helmut Koller
- 2018–2021: Josef Saiger
- seit 2021: Eva Maria Ziegler[4]